# Gen pearl
El gen "pearl", que es denominarà pearl - sense cometes- per a simplificar, és un gen que provoca pelatges diluïts característics. Pelatges que poden assemblar-se als diluïts crema i champagne però que són provocats per causes diferents.

## Presència de la dilució pearl
Els pelatges diluïts pearl no són gaire freqüents. Es troben en les races American Quarter Horse, American Paint Horse (combinats, en aquest cas, amb patrons clapats) i el Cavall Peruà de pas. També hi ha presència pearl en els cavalls andalusos i lusitans.

## Aspectes genètics
El gen pearl és recessiu. Si només hi ha un al·lel pearl (cavalls pearl heterozigòtics) no hi ha canvis exteriors en el pelatge dels cavalls portadors.
Quan hi ha dues còpies pearl el gen dilueix el pigment roig en la pell, pèls i crins i els modifica a una tonalitat semblant a la d'un albercoc.
Hi ha una prova genètica que permet verificar la presència o absència d'al·lels pearl en un cavall determinat.
Un al·lel pearl combinat amb un al·lel crema provoca efectes semblants als causats per una doble dilució crema.

## Història
La dilució pearl és, probablement, molt antiga. Però només recentment es va començar a identificar i estudiar.
En la raça American Paint Horse s'anomenava "factor Barlink". El nom derivava de l'estaló Barlink Macho Man, de pelatge clapat esquitxat de blanc. i fill de l'egua My Tontime.,
La dilució fou denominada "apricot" uns quants dies però, en comprovar-se que coïncidia amb la dilució anomenada "pearl" en els cavalls andalusos i lusitans, el nom definitiu fou establert com a pearl.